# Robert Amy
Robert Amy (Paris, 1er février 1904 - Aix-en-Provence, 18 mars 1986) est un architecte et archéologue français, un des pionniers de l'analyse architecturale dans le domaine de l'archéologie classique.

## Biographie
Rattaché à la mission archéologique de Palmyre (1931), il travaille à la restauration du temple de Bêl et se spécialise dans les temples de l'époque impériale romaine.
Après des travaux en Syrie et au Liban, il revient en France en 1945 où il est nommé au service des Bâtiments de France. Il s'installe alors à Orange. Maître puis directeur de recherche aux bureaux d'architecture antique du CNRS, il effectue d'importantes recherches sur l'Arc d'Orange, le mausolée des Julii, le mausolée de Glanum et l'arc de triomphe de Glanum ainsi que sur la Maison Carrée de Nîmes.

## Travaux
- L'arc d'Orange, avec P.-M. Duval, F. Formigé, J.-J. Hatt, C.N.R.S, 1962
- Temple de Bêl à Palmyre, 1968 (planches) et 1975 (texte)
- Maison carrée de Nîmes, avec Pierre Gros, 1979